# Саборна црква Свете Тројице у Паризу
Саборна црква Свете Тројице (рус. Свято-Троицкий кафедральный собор, фр. Cathédrale de la Sainte-Trinité) православни је саборни храм Епархије корсунске и Егзархата западне Европе Руске православне цркве. Налази се поред кеја Бранли, 7. арондисману Париза, Француска. Храм је посвећен Светој Тројици. Део је Руског духовно-културног православног центра, где се поред цркве налазе и центар за допунско образовање, изложбени центар и зграда амфитеатра.

## Историја
Идеја о изградњи нове цркве и православног културног центра је потекла средином прве деценије 21. века од руске заједнице у Паризу, јер тадашњи број цркава у том граду није био довољан за све већи број верника. Питање изградње центра је покренуо 2007. године патријарх московски и целе Русије Алексије II на састанку са француским председником Николом Саркозијем. Француска влада је октобра 2009. године ставила на продају земљиште површине од око 4,2 хектара у непосредној близини Ајфеловог торња. На тој локацији је био комплекс зграда изграђених 1948. године, где је била смештена француска метеоролошка агенција Метео-Франс, касније пресељена у други крај Париза.
У јануару 2010. године руска држава је изразила намеру да купи ту локацију за центар који жели отворити у Паризу. Стручњаци су проценили да ће трошкови бити између 60 и 70 милиона евра. Канада и Саудијска Арабија су такође биле заинтересоване за ту локацију. Следећег месеца на тендеру за куповину овог земљишта победило је администативно одељење предеседника Руске Федерације.
Пројекат будућег центра је израдио француски архитекта Жан Мишел Вилмот, који је представљен 17. јануара 2014. у Паризу. Грађевински радови су почели у децембру 2014. године. Церемонија полагања камена темељца будућег храма одржана је 14. априла 2015. године, а подизања купола 19. марта 2016. године. Свечано отварање новог центра десило се 19. октобра 2016. године, а руску делегацију је предводио министар културе Владимир Медински. Освештење новог храма је обавио патријарх московски и целе Русије Кирил 4. децембра 2016, у присуству угледних породица руске емиграције, градоначелнице Париза Ане Идалго, амбасадора Русије у Француској Александра Орлова и других званица.
Председник Русије Владимир Путин обишао је Руски духовно-култирни центар приликом своје посете Француској 29. маја 2017. године.

## Архитектура
Парцела за градњу центра је била компликована, јер се налазила у уском, дугом и изграђеном подручју, заштићеном од Унеска. Архитектима је посао био олашкан помоћу 3D модела пројекта, развијеног уз помоћ инжењера. Током изградње зидова коришћене су савремене технологије. Широки 48 cm, високи 17 м и дубоки 20 м, подигнути су у једном потезу. За спољну облогу бетонских зидова одабран је пешчани камен произведен у Бургундији. Фасада је украшена помоћу 73 профила камена, тако да преламањем сунчевих зрака на зидовима у различито доба дана долази до промена палета боја на згради. Поштујући православне каноне, архитекте су успеле да храм уклопе у модерни стил париске четврти.
За израду купола коришћени су композитни материјали који се користе код прављења авиона и у бродоградњи, што је омогућило смањење тежине главне куполе на осам тона уместо 45 према класичној технологији. На бродоградилишту у Бретањи, сијалице од фибергласа су биле прекривене златним листићима. За ово је коришћено 90 хиљада листова легуре злата са паладијумом, која има мат нијансу. Крстови су направљени у Русији, на којима је нането седам слојева позлате. Висина крста на главној куполи је 36 м.